# Fußball-Asienmeisterschaft 2007/Qualifikation
Dieser Artikel behandelt die Qualifikation zur Fußball-Asienmeisterschaft 2007 in Indonesien, Malaysia, Thailand und Vietnam.

## Modus
Zur Qualifikation meldeten sich 25 Mannschaften an, die 23 nach der FIFA-Weltrangliste am höchsten platzierten Mannschaften qualifizierten sich direkt für die Hauptqualifikation. Die beiden übrigen Mannschaften, Bangladesch und Pakistan, mussten zunächst eine Vorqualifikation um einen Platz in der Hauptqualifikation bestreiten.
Zum ersten Mal war der Titelverteidiger, in diesem Falle Japan, nicht direkt für die Endrunde qualifiziert und musste an den Qualifikationsspielen teilnehmen. 16 Mannschaften (inklusive der vier Gastgeber) nahmen an der Endrunde teil.

## Vorqualifikation
Die beiden Spiele der Vorqualifikation zwischen Bangladesch und Pakistan waren eigentlich für den November 2005 angesetzt, wurden aber wegen des Erdbebens in Pakistan in den Dezember verlegt. Bangladesch hatte sich mit einem Sieg im Rückspiel für die Hauptqualifikation qualifiziert. Pakistan nahm jedoch trotzdem an der Hauptqualifikation teil, weil Sri Lanka seine Teilnahme am 3. Januar 2006 zurückzog und Pakistan so nachrücken konnte.
Spielergebnisse
| Datum             |             | Ergebnis |             | Ort       |
| ----------------- | ----------- | -------- | ----------- | --------- |
| 22. Dezember 2005 | Bangladesch | 0:0      | Pakistan    | Dhaka     |
| 26. Dezember 2005 | Pakistan    | 0:1      | Bangladesch | Karatschi |
| Gesamt:           | Bangladesch | 1:0      | Pakistan    |           |

## Hauptqualifikation
Nach der Vorqualifikation und dem freiwilligen Ausscheiden Sri Lankas nahmen folgende Mannschaften an der Hauptqualifikationsrunde teil:
| - Australien - Bahrain - Bangladesch - China - Hongkong - Indien | - Iran - Irak - Japan - Jemen - Jordanien - Katar | - Kuwait - Libanon* - Oman - Pakistan - Palästina - Saudi-Arabien | - Singapur - Südkorea - Syrien - Taiwan - Vereinigte Arabische Emirate - Usbekistan |

Diese 24 Mannschaften wurden in sechs Qualifikationsgruppen mit je vier Mannschaften ausgelost. Die beiden Erstplatzierten jeder Gruppe qualifizierten sich für die Endrunde.
Die Gruppenauslosung fand am 4. Januar 2006 in Kuala Lumpur statt, die ersten Gruppenspiele am 22. Februar 2006. Letzter Spieltag war der 15. November 2006.
Da der Asiatische Fußballverband den fünf WM-Teilnehmern anbot, am 1. März ein Freundschaftsspiel anstelle eines Qualifikationsspiels auszutragen, wurden die Spiele Saudi-Arabien – Japan, Südkorea – Iran und Australien – Libanon verschoben.
Aufgrund des Krieges im Libanon erklärte der Libanesische Verband am 1. August 2006 seinen Rückzug aus der Qualifikationsrunde.
Bereits nach drei Spieltagen konnte sich Australien am 16. August 2006 als erste Mannschaft sportlich für das Turnier qualifizieren. Am 6. September sicherten sich auch Saudi-Arabien, Japan, die Vereinigten Arabischen Emirate und Katar die Endrundenteilnahme. Am 11. Oktober qualifizierten sich auch Südkorea, Iran, Irak, China und Oman für die Endrunde. Bahrain und Usbekistan sicherten sich am letzten Spieltag das Ticket für die Endrunde.

## Lostöpfe für die Qualifikation
Die Lostöpfe wurden nur nach den Ergebnissen der letzten Asienmeisterschaft und deren Qualifikation bestimmt. Australien, das erst zum 1. Januar 2006 Mitglied des AFC wurde, wurde als niedrigste Mannschaft eingestuft.
- Lostopf 1: Japan, China, Bahrain, Iran, Jordanien und Usbekistan
- Lostopf 2: Irak, Südkorea, Saudi-Arabien, Kuwait, Oman und Katar
- Lostopf 3: Vereinigte Arabische Emirate, Jemen, Syrien, Singapur, Libanon und Hong Kong
- Lostopf 4: Palästina, Pakistan, Taiwan, Bangladesch, Indien und Australien

## Gruppen
Die Platzierung der Mannschaften in den Qualifikationsgruppen ergab sich dabei in folgender Reihenfolge:
1. Anzahl Punkte (Sieg: 3 Punkte; Unentschieden: 1 Punkt; Niederlage: 0 Punkte),
2. bei Punktgleichheit Tordifferenz aus dem direkten Vergleich der beiden Mannschaften;
3. bei gleicher Tordifferenz die Anzahl der erzielten Tore im direkten Vergleich (Auswärtstorregel gilt hier nicht)
4. bei gleicher Anzahl der Tore das bessere Torverhältnis in allen sechs Gruppenspielen
5. Elfmeterschießen (nur möglich, wenn die beiden betroffenen Mannschaften im letzten Spiel aufeinandertreffen)
6. das Los.

Japan und Irak wurden aufgrund des besseren direkten Vergleiches gegenüber Saudi-Arabien resp. China Gruppensieger.

### Gruppe A
Tabelle
| Pl. | Land          | Sp. | S | U | N | Tore    | Diff. | Punkte |
| --- | ------------- | --- | - | - | - | ------- | ----- | ------ |
| 1.  | Japan         | 6   | 5 | 0 | 1 | 015:200 | +13   | 15     |
| 2.  | Saudi-Arabien | 6   | 5 | 0 | 1 | 021:400 | +17   | 15     |
| 3.  | Jemen         | 6   | 2 | 0 | 4 | 005:130 | −8    | 06     |
| 4.  | Indien        | 6   | 0 | 0 | 6 | 002:240 | −22   | 0      |

Spielergebnisse
| 22.02.2006 | Yokohama  | Japan         | – | Indien        | 6:0 (1:0) |
| 22.02.2006 | Sanaa     | Jemen         | – | Saudi-Arabien | 0:4 (0:1) |
| 01.03.2006 | Neu-Delhi | Indien        | – | Jemen         | 0:3 (0:2) |
| 16.08.2006 | Kalkutta  | Indien        | – | Saudi-Arabien | 0:3 (0:2) |
| 16.08.2006 | Niigata   | Japan         | – | Jemen         | 2:0 (0:0) |
| 03.09.2006 | Dschidda  | Saudi-Arabien | – | Japan         | 1:0 (0:0) |

### Gruppe B
Tabelle
| Pl. | Land           | Sp. | S | U | N | Tore    | Diff. | Punkte |
| --- | -------------- | --- | - | - | - | ------- | ----- | ------ |
| 1.  | Iran           | 6   | 4 | 2 | 0 | 012:200 | +10   | 14     |
| 2.  | Südkorea       | 6   | 3 | 2 | 1 | 015:500 | +10   | 11     |
| 3.  | Syrien         | 6   | 2 | 2 | 2 | 010:600 | +4    | 08     |
| 4.  | Chinese Taipei | 6   | 0 | 0 | 6 | 024:000 | +24   | 0      |

Spielergebnisse
| 22.02.2006 | Teheran | Iran           | – | Chinese Taipei | 4:0 (1:0) |
| 22.02.2006 | Aleppo  | Syrien         | – | Südkorea       | 1:2 (0:1) |
| 01.03.2006 | Taipei  | Chinese Taipei | – | Syrien         | 0:4 (0:1) |
| 16.08.2006 | Taipei  | Chinese Taipei | – | Südkorea       | 0:3 (0:1) |
| 16.08.2006 | Teheran | Iran           | – | Syrien         | 1:1 (0:0) |
| 02.09.2006 | Seoul   | Südkorea       | – | Iran           | 1:1 (1:0) |

Die FIFA suspendierte den iranischen Fußballverband IRIFF am 22. November 2006, sodass eine Teilnahme der Iraner an der Asienmeisterschaft fraglich war. Nachdem die FIFA allerdings die Suspendierung am 28. November teilweise aufhob, damit die Olympiamannschaft an den Asienspielen teilnehmen durfte, wurde diese am 18. Dezember 2006 endgültig aufgehoben.

### Gruppe C
Tabelle
| Pl. | Land                         | Sp. | S | U | N | Tore    | Diff. | Punkte |
| --- | ---------------------------- | --- | - | - | - | ------- | ----- | ------ |
| 1.  | Vereinigte Arabische Emirate | 6   | 4 | 1 | 1 | 011:600 | +5    | 13     |
| 2.  | Oman                         | 6   | 4 | 0 | 2 | 014:600 | +8    | 12     |
| 3.  | Jordanien                    | 6   | 3 | 1 | 2 | 010:500 | +5    | 10     |
| 4.  | Pakistan                     | 6   | 0 | 0 | 6 | 004:220 | −18   | 0      |

Spielergebnisse
| 22.02.2006 | Amman     | Jordanien | – | Pakistan  | 3:0 (3:0) |
| 22.02.2006 | Dubai     | VAE       | – | Oman      | 1:0 (1:0) |
| 01.03.2006 | Wattayah  | Oman      | – | Jordanien | 3:0 (2:0) |
| 01.03.2006 | Karatschi | Pakistan  | – | VAE       | 1:4 (0:0) |
| 16.08.2006 | Islamabad | Pakistan  | – | Oman      | 1:4 (0:3) |
| 16.08.2006 | Amman     | Jordanien | – | VAE       | 1:2 (0:0) |

### Gruppe D
Tabelle
| Pl. | Land       | Sp.          | S            | U            | N            | Tore         | Diff.        | Punkte       |
| --- | ---------- | ------------ | ------------ | ------------ | ------------ | ------------ | ------------ | ------------ |
| 1.  | Australien | 4            | 3            | 0            | 1            | 007:300      | +4           | 09           |
| 2.  | Bahrain    | 4            | 1            | 1            | 2            | 003:600      | −3           | 04           |
| 3.  | Kuwait     | 4            | 1            | 1            | 2            | 003:400      | −1           | 04           |
|     | Libanon    | zog zurück 1 | zog zurück 1 | zog zurück 1 | zog zurück 1 | zog zurück 1 | zog zurück 1 | zog zurück 1 |

Spielergebnisse
| 22.02.2006 | Manama | Bahrain    | – | Australien | 1:3 (1:0) |
| 01.03.2006 | Kuwait | Kuwait     | – | Bahrain    | 0:0       |
| 16.08.2006 | Sydney | Australien | – | Kuwait     | 2:0 (0:0) |

### Gruppe E
Die Heimspiele des Irak wurden in den Vereinigten Arabischen Emiraten ausgetragen.
Die Heimspiele Palästinas wurden in Jordanien ausgetragen.
Tabelle
| Pl. | Land      | Sp. | S | U | N | Tore    | Diff. | Punkte |
| --- | --------- | --- | - | - | - | ------- | ----- | ------ |
| 1.  | Irak      | 6   | 3 | 2 | 1 | 012:800 | +4    | 11     |
| 2.  | China     | 6   | 3 | 2 | 1 | 007:300 | +4    | 11     |
| 3.  | Singapur  | 5   | 1 | 1 | 3 | 004:600 | −2    | 04     |
| 4.  | Palästina | 5   | 1 | 1 | 3 | 003:900 | −6    | 04     |

Spielergebnisse
| 22.02.2006 | Guangzhou | China     | – | Palästina | 2:0 (1:0) |
| 22.02.2006 | Singapur  | Singapur  | – | Irak      | 2:0 (1:0) |
| 01.03.2006 | Amman     | Palästina | – | Singapur  | 1:0 (0:0) |
| 01.03.2006 | Al-Ain    | Irak      | – | China     | 2:1 (1:0) |
| 16.08.2006 | Tianjin   | China     | – | Singapur  | 1:0 (0:0) |
| 17.08.2006 | Amman     | Palästina | – | Irak      | 0:3 (0:0) |

### Gruppe F
Tabelle
| Pl. | Land        | Sp. | S | U | N | Tore    | Diff. | Punkte |
| --- | ----------- | --- | - | - | - | ------- | ----- | ------ |
| 1.  | Katar       | 6   | 5 | 0 | 1 | 014:400 | +10   | 15     |
| 2.  | Usbekistan  | 6   | 3 | 2 | 1 | 014:400 | +10   | 11     |
| 3.  | Hongkong    | 6   | 2 | 2 | 2 | 005:700 | −2    | 08     |
| 4.  | Bangladesch | 6   | 0 | 0 | 6 | 001:190 | −18   | 0      |

Spielergebnisse
| 22.02.2006 | Taschkent  | Usbekistan  | – | Bangladesch | 5:0 (3:0) |
| 22.02.2006 | Hongkong   | Hongkong    | – | Katar       | 0:3 (0:2) |
| 01.03.2006 | Dhaka      | Bangladesch | – | Hongkong    | 0:1 (0:0) |
| 01.03.2006 | Doha       | Katar       | – | Usbekistan  | 2:1 (1:1) |
| 16.08.2006 | Chittagong | Bangladesch | – | Katar       | 1:4 (1:3) |
| 16.08.2006 | Taschkent  | Usbekistan  | – | Hongkong    | 2:2 (2:0) |